# Albrecht Prinz von Hohenzollern
Albrecht Ludwig Leopold Tassilo Prinz von Hohenzollern (* 28. September 1898 in Potsdam; † 30. Juli 1977 in Bühlerhöhe) war ein deutscher Major. Privat trat er auch als Landwirt, Komponist und Violinist in Erscheinung.

## Leben
Albrecht war der Sohn des Prinzen Karl Anton von Hohenzollern und dessen Ehefrau Josephine von Belgien, Tochter des Prinzen Philippe von Belgien, Graf von Flandern (1837–1905) aus dessen Ehe mit Maria Luise (1845–1912).
Nach dem Tode seines Vaters 1919 besaß er die Burg Namedy und ließ die Burg teilweise umbauen. Er war Mitglied des Deutschen Herrenklubs.
Als Komponist schrieb er beispielsweise ein Klaviertrio, Variationen und Fuge über ein eigenes Thema, eine Geburtstagsserenade, eine Toccata und Passacaglia für Klavier, Streichquartette und Lieder auf Texte von Theodor Storm, Christian Morgenstern und Heinrich Heine.
Zum 1. Januar 1934 trat er der NSDAP bei (Mitgliedsnummer 3.289.751). 1934 erschien sein systemkonformes Opus 8 Deutschlands Morgenrot: Du deutsches Volk, nun danke Gott, eine Vaterländische Kantate für gemischten Chor, Streichorchester, Klavier, Pauke und kleine Trommel und Bläser ad libitum auf einen Text von Paul Kassel-Andernach. Diese Kantate wurde in der Zeitschrift für Musik, auch von Wilhelm Kempff lobend besprochen: „Die ›Vaterländische Kantate‹ hat mich gleich beim ersten Hören gepackt. Das ist keine Gelegenheitskomposition, das ist ein Werk, das wirklich erhebt und überzeugt, da es aus deutscher Seele geboren ist.“
Im Zweiten Weltkrieg wurde Albrecht von Hohenzollern zur Wehrmacht einberufen und war u. a. an der Ostfront im Krieg gegen die Sowjetunion eingesetzt. Als Onkel des rumänischen Königs Michael I. war er Major bei der Deutschen Heeresmission in Rumänien. Hier geriet er nach dem Frontwechsel Rumäniens 1944 in Gefangenschaft. 1946 wurde er aus einem Kriegsgefangenenlager in Bukarest in das MWD-Lager Nr. 69 für Kriegsgefangene, die in die UdSSR deportiert werden sollten, bei Frankfurt/Oder überführt. Es gelang ihm, unter falschem Namen entlassen zu werden.
Er starb 1977 im Sanatorium Bühlerhöhe.

## Ehe und Nachkommen
Er heiratete am 29. Mai 1921 in Potsdam Ilse Margot von Friedeburg (1901–1988), Tochter von Friedrich von Friedeburg, mit der er fünf Kinder hatte:
- Josephine Wilhelme (1922–2006)
 ⚭ 1967 Harald Graf von Posadowsky-Wehner (1910–1990)
- Luise-Dorothea (1924–1988)
 ⚭ 1947 Egbert Graf von Plettenberg (1917–1995)
- Rose-Margarethe (1930–2005)
 ⚭ 1955 Edgar Pfersdorf (1920–1997)
- Maria (*/† 1935)
- Godehard-Friedrich (1939–2001)
 ⚭ 1971 Heide Hansen (* 1943)

## Kompositionen (Auswahl)
- op. 3 Trio für Klavier, Violine und Cello in F-Dur[8]
- op. 8 Deutschlands Morgenrot: Du deutsches Volk, nun danke Gott, vaterländischen Kantate für gemischten Chor, Streichorchester, Klavier, Pauke und kleine Trommel und Bläser ad libitum
- op. 13 Vier Lieder nach Volksreimen und einem Uhlandtext, für eine Singstimme und Klavier (auf Schallplatte veröffentlicht)[9]
- op. 16 Variationen und Fuge über ein eigenes Thema für Pianoforte
- op. 16b Variationen und Fuge über ein eigenes Thema, Bearbeitung für 2 Klaviere (1956)
- op. 18 Streichquartett Nr. 1, c-Moll
- op. 23 Im Grase für Singstimme, Flöte, Violoncello und Klavier (Namedy am Rhein: Burg-Verlag)[10]
- op. 25 Sechs Lieder für eine Singstimme und Klavier nach Texten von Theodor Storm (Verlag: LinkBurg Namedy a. Rhein [195-?])
- op. 31 Suite im alten Stil F-Dur für Violoncello und Klavier (Verlag Edmund Bieler, Köln 1962)
- op. 34 Geburtstags-Serenade, Streichtrio D-Dur für 2 Violinen und Viola (1946)
- op. 35 Sechs Lieder für eine Singstimme und Klavier nach Texten von Christian Morgenstern
- op. 36a & b Toccata und Passacaglia für Klavier
- op. 39 Zweites Streich-Quartett Es-Dur[11]

## Veröffentlichungen
- König Carol I. und seine Zeit. In: Hohenzollerische Jahreshefte, 20, 1960, S. 1–38.
- Fünf volkstümliche Liebeslieder. Für eine Singstimme, Violine, Cello und Klavier. Verlag Edmund Bieler, Köln 1976.
- Suite am Alten Stil. Für Violoncello und Klavier. Verlag Edmund Bieler, Köln 1976.
- Albrecht Prinz von Hohenzollern, Ingeborg von Schönermark (Hrsg.): Weizen im Geigenkasten. Erinnerungen und Begegnungen. (Autobiografie postum). Bouvier, Bonn 1998, ISBN 3-416-02819-8.